# One Piece (série de televisão)
One Piece (estilizado em letras maiúsculas) é uma série de televisão de aventura e fantasia desenvolvida por Matt Owens e Steven Maeda para a Netflix. A série é uma adaptação live-action da série de mangá homônima de Eiichiro Oda, que atua como consultor criativo da série. A série é produzida pela Kaji Productions, Tomorrow Studios e Shueisha, que também publica o mangá. A série é estrelada por um ensemble cast que inclui Iñaki Godoy, Mackenyu, Emily Rudd, Jacob Gibson, Taz Skylar, Mikaela Hoover, Morgan Davies, Vincent Regan e Jeff Ward.
A primeira temporada foi lançada na Netflix em 31 de agosto de 2023, recebendo críticas positivas de críticos e fãs, que elogiaram as atuações, o roteiro, os efeitos visuais e, de modo geral, a fidelidade ao material fonte. Diversos veículos de comunicação caracterizaram a produção como uma das melhores adaptações live-action de uma série de mangá ou anime. One Piece foi a série mais assistida da Netflix (entre as temporadas individuais) durante o segundo semestre de 2023. Duas semanas após seu lançamento, a Netflix renovou a série para uma segunda temporada, que começou a ser filmada em junho de 2024. A segunda temporada está programada para estrear em 2026. Em agosto de 2025, a Netflix renovou a série para uma terceira temporada, antes da estreia da segunda temporada.

## Sinopse
A série acompanha as aventuras dos Piratas do Chapéu de Palha enquanto eles perseguem seus objetivos individuais juntos e buscam o "One Piece", um tesouro lendário encontrado e escondido pelo antigo "Rei dos Piratas", Gold D. Roger.